# Максим Горанов
Максим Горанов е български музикант и певец, роден в Плевен. Свири с „Диана Експрес“ (1980 – 1982 и 2002 – 2004), Джон Лоутън от „Юрая Хийп“ (2012) и „Ел Зет“ (1985 – 1986). След раздялата си с оригиналната група „Диана Експрес“ на Митко Щерев основава през 2009 г. заедно с Цветан Банов (барабани), Валери Конов (клавир), Николай Кърджилов – Коко (бас китара) и Младен Меченски (вокал, от 2010) нова група „Диана Експрес“, с модифицирано име Dиана експрес. Във връзка с неговата седемдесет годишнина, Максим Горанов е удостоен с Почетния знак на кмета на град Плевен.

## Дискография

### С „Диана Експрес“
- Душа – 1980 (сингъл)[3]
- Молитва за дъжд – 1981 (албум)
- Златна ябълка – 1983 (албум)
- Нежно постоянство – 1983 (сингъл)
- Gold – 1994 (компилация)
- Ябълката на греха – 2002 (албум)

### С „Ел Зет“
- 17 дена дъжд – 1986 (албум)

### СТони Димитровав „Обещания“
- През септември... – 1997 – (песен)

### С новата „Диана Експрес“
- 2011 – Площад „Синева“ – Завръщане
- 2011 – Площад „Синева“ – Силата на мисълта

### С „Intelligent Music Project“
- The Power of Mind – (с Джон Лоутън) – 2012 (албум)

Миксирането и записите на албума осъществява в собственото си студио „Макс Саунд Студиос“ в Плевен с участието на Плевенската филхармония, Милен Врабевски.

## „Макс Саунд Студио“
В студиото правят записи Георги Станчев и композитора Милен Врабевски. Тук записват попфолк изпълнителите Бойка Дангова, Софи Маринова и Орхан Мурад. В студиото работят изпълнителите на авторска народна музика Славка Калчева и Поли Паскова. Хевиметъл жанра е представен от българските групи „Диана Експрес“, „Екскалибур“, прогресив групите „Пантоммайнд“ и „Ентролмънт“. В дейността на студиото са участвали оркестрите „Северняшки ансамбъл“, „Ромски перли“ и „Бански старчета“.